# Lake Roesiger
Lake Roesiger é uma Região censo-designada localizada no estado norte-americano de Washington, no Condado de Snohomish.

## Demografia
Segundo o censo norte-americano de 2000, a sua população era de 652 habitantes.

## Geografia
De acordo com o United States Census Bureau tem uma área de
26,2 km², dos quais 24,8 km² cobertos por terra e 1,4 km² cobertos por água. Lake Roesiger localiza-se a aproximadamente 244 m acima do nível do mar.

## Localidades na vizinhança
O diagrama seguinte representa as localidades num raio de 12 km ao redor de Lake Roesiger.